# 馮煦

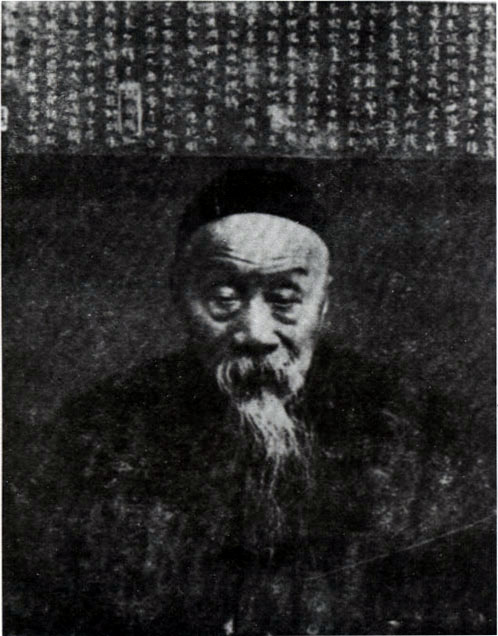
馮煦

馮煦（1842年—1927年），字梦华，号蒿庵，江苏金坛五叶人，晚清官員、詩詞家，进士出身。

## 生平
出生於道光二十二年，幼年丧父，寄居宝应外公家。光绪三年在金陵书局校书。光绪八年（1882年）中举人，十二年（1886年）中丙戌科一甲第三名進士（探花），授翰林院编修，十四年（1888年），出任湖南乡试主考官。二十六年（1900年），赐予道员官职，加二品顶戴，候选道台。二十八年（1902年），出任四川按察使，又调往广州，再改四川布政使。又改安徽按察使。三十一年（1905年），出任安徽布政使。三十二年（1906年），兼任提学使，在安徽巡抚恩銘被徐锡麟刺殺身亡後，清廷擢其为安徽巡抚，處決了徐锡麟。後因石风崖道台一事與鹿传霖、张之洞結仇，不久罷官。
宣统二年（1910年），江苏、安徽遭受严重水灾，清廷起用其为查赈大臣，他积极筹资兴修水利，组织疏浚东台竹港，建闸泄洪筑堤，《清史稿》讚譽其：「与荒政相终始，仍以民为重」。
民國後寓居上海，自号蒿隐公，以遺老自居，总纂《江南通志》，工詩詞，上承常州詞派余绪，刻有《唐五代词选》、《宋六十家词选》等，又曾协助谭献校《箧中词》。1927年夏天去世。著有《蒿庵类稿》三十卷。

## 延伸阅读
[在维基数据编辑]
 《清史稿·卷449》，出自趙爾巽《清史稿》